# 塩江駅
塩江駅（しおのええき）は、かつて香川県香川郡塩江村（現・高松市塩江地区）にあった琴平電鉄塩江線の駅（廃駅）である。
塩江線の終点であり、塩江温泉の最寄駅であった。

## 歴史
- 1929年（昭和4年）11月12日 - 塩江温泉鉄道の仏生山 - 当駅間開業に際し新設。
- 1938年（昭和13年）7月6日 - 塩江温泉鉄道が琴平電鉄に吸収合併。同社塩江線の駅となる。
- 1941年（昭和16年）5月10日 - 不要不急線指定による塩江線の廃止に伴い廃駅。

## 駅構造
詳細は不明であるが、当時の写真によるとホーム2面2線と推測される。

## その他
- 当駅の跡地は、現在の地名では「高松市塩江町安原上東」。高松市民病院塩江分院およびその近くの食堂付近である。
- 駅跡地周辺には、ことでんバス塩江バス停・自然休養村・道の駅しおのえがある。

## 隣の駅
琴平電鉄
塩江線
岩部停留所 - 塩江駅